# システアミン
システアミン（cysteamine）は、単純なアミノチオールであり、システインが脱炭酸されて生成する。化学式がHSCH2CH2NH2の化合物である。塩酸塩（HSCH2CH2NH3Cl、CAS#[156-57-0]）としてしばしば用いられる。

## 生化学的、薬学的特性
医療用医薬品は2014年に承認、販売開始されており、販売名は「ニシスタゴンカプセル」である。50mgと150mgがある。効能または効果は「腎性シスチン症」で、シスチン排出疾患の治療に用いられる。システアミンがシスチンのジスルフィド結合を開裂させることにより、シスチン蓄積症およびシスチン尿症に作用する。（角膜へのシスチン蓄積の改善は期待出来ない為、改善には点眼による治療が必要となる。）
放射線治療にも用いられる。
生体内ではパントテン酸とアデノシン三リン酸との結合による補酵素Aの合成に用いられる。
化粧品分野において、パーマ液にも使用され、毛ケラチンのジスルフィド結合を開裂させることで、その機能を発揮する。近年では、美白外用剤としての開発が進み、肝斑、老人性色素斑(日光黒子)などの皮膚色素異常に対する作用が期待されている。
脱色素効果は1960年代からすでに知られていた。1968年Fitzpatrickらが、脱色素効果を調査した研究において、システアミンがハイドロキノンと比し、同等以上の効果を有することを報告している。しかし、その化学構造上、システアミンは強い還元力を持ち、空気に接触すると直ちに酸化してしまうため、外用剤を製剤化する努力は長い間成果を上げられなかった。空気に触れると赤く変色し、脱色作用が失われ、不快なスカンク臭を放つ。優れた美白効果と安全性を示すにもかかわらず、システアミンの研究は断念されていた。2000 年代に入り、Qiuらが、システアミンの脱色作用に関する試験で 、B16 メラノーマ細胞におけるメラニン合成が、8割抑制されることが明らかにし、2012年、Scientis社は、外用剤の賦形剤に関する技術発展により、システアミン分子を安定化させるだけでなく、臭気を大幅に抑える技術により、CysperaⓇ(システアミン塩酸塩5%含有)の開発に成功した。
現在、欧米においては、化粧品に分類される製品となっている。日本国内では、医師免許の下、輸入、処方されている。
2014年3月26日システアミン塩酸塩が医薬品の有効成分として承認されたことから、化粧品には配合できなくなった。しかしながら、頭髪のみに使用され、洗い流すヘアセット料については100g中8.63gまで引き続き使用できる。